# Kumphawapi (huyện)
Kumphawapi (tiếng Thái: กุมภวาปี) là một huyện (amphoe) ở phía nam của tỉnh Udon Thani, đông bắc Thái Lan.

## Địa lý
Các huyện giáp ranh (từ phía tây nam theo chiều kim đồng hồ) là: Non Sa-at,  Nong Saeng, Mueang Udon Thani, Prachaksinlapakhom, Ku Kaeo và Si That của tỉnh Udon Thani,  Tha Khantho của tỉnh Kalasin và Kranuan của tỉnh Khon Kaen.
Phía bắc trung tâm thị xã là hồ Nong Han Kumphawapi nước nông. Xung quanh hồ là đầm lầy. Nguồn nước cung cấp cho hồ này là sông Pao.

## Lịch sử
Mueang Kumphawapi là một trong 4 đơn vị đầu tiên của Udon Thani được chuyển thành huyện trong các cuộc cải tổ thesaphiban năm 1897.

## Hành chính
Huyện này được chia thành 13 phó huyện (tambon), các đơn vị này lại được chia ra thành 175 làng (muban). Có ba thị trấn (thesaban tambon) - Phan Don and Kumphawapi mỗi đơn vị nằm trên một tambon cùng tên, và Huai Koeng toàn bộ tambon Huai Koeng. Có 12 Tổ chức hành chính tambon.
| STT. | Tên        | Tên Thái | Số làng | Dân số |  |
| ---- | ---------- | -------- | ------- | ------ |  |
| 1.   | Tum Tai    | ตูมใต้     | 9       | 7.104  |  |
| 2.   | Phan Don   | พันดอน    | 20      | 18.189 |  |
| 3.   | Wiang Kham | เวียงคำ   | 18      | 9.907  |  |
| 4.   | Chaelae    | แชแล     | 14      | 10.453 |  |
| 6.   | Chiang Wae | เชียงแหว  | 13      | 8.771  |  |
| 7.   | Huai Koeng | ห้วยเกิ้ง   | 8       | 5.654  |  |
| 9.   | Soephloe   | เสอเพลอ  | 19      | 12.218 |  |
| 10.  | Si O       | สีออ      | 8       | 4.567  |  |
| 11.  | Pakho      | ปะโค     | 17      | 11.435 |  |
| 13.  | Pha Suk    | ผาสุก     | 10      | 6.776  |  |
| 14.  | Tha Li     | ท่าลี่      | 13      | 9.380  |  |
| 15.  | Kumphawapi | กุมภวาปี   | 14      | 13.914 |  |
| 16.  | Nong Wa    | หนองหว้า  | 12      | 7.838  |  |

Các con số không có trong bảng này là tambon nay tạo thành huyện Prachak Sinlapakhom.